# FIFA国際審判員リスト
FIFA国際審判員リスト（FIFAこくさいしんぱんいんリスト、英: FIFA International Referees List）は、国際サッカー連盟（FIFA）が管轄するサッカー（アソシエーション・フットボール、屋外サッカー）、フットサル、ビーチサッカーの登録国際審判員のリストで、毎年更新される。リストに記載されたメンバー（すなわちFIFAに登録された国際審判員）は、FIFA及び傘下団体が主管する国際大会の審判を務める資格があり、登録年に着用する審判ユニフォームにFIFAバッジを着用する権利を持つ。

## 指名と登録
FIFAは加盟協会に対して、毎年、サッカー、フットサル、ビーチサッカーの審判員を国際審判員として指名しFIFAに申請するよう募っている。これに基づき、各協会の審判委員会は、FIFAに登録する審判員を選出している。
FIFAは加盟協会からの申請内容に基づき、その年の1月1日から12月31日まで有効となる国際審判員のリストを作成する。かつてはサッカー（男性・女性）、フットサル（男性・女性）、およびビーチサッカーの合計5つの審判員リストが作成されていたが、現在は1つのリストの加盟協会ごとのページに「サッカー主審」「サッカー副審」「ビデオマッチオフィシャル（=VAR担当）」「フットサル」「ビーチサッカー」の区分が記されている。フットサルとビーチサッカーは通常、2人のフィールドレフリーが試合を担当しており、副審に相当する人物が存在しない。

## 運動能力に関する要件
FIFA国際審判員リストにノミネートされた審判員は、運動能力に関する以下の試験をクリアしなければならない。
主審
- 反復スプリント能力 (Repeated Sprint Ability = RSA) ：40m走（スタートラインから1.5m先のゲート通過時から40m間のスプリント）を60秒以内の間隔で6回繰り返す。全ての回で6.00秒以内（男子最上位カテゴリの場合。以下同）で走りきることが求められ、失敗は1回まで許される（7回目のスプリントにチャレンジ可能）が、2回失敗すると不合格となる。
- インターバル走 (Interval Test) ：判定員の合図を元に、75mスプリントと25mのリカバリーウォーキングを40回繰り返す（総走行距離4000m）。1回のスプリントは最大15秒、1回のリカバリーウォーキングは最大18秒と定められており、スプリントで2回タイムオーバーすると不合格となる。
- ダイナミック・ヨーヨー (Dynamic Yo-Yo)：フィールド内に20m間隔でジグザグに配置された赤と黄のパイロンの間を音声の指示に従って移動する。2040mを制限時間内で移動する必要があり、2回タイムオーバーすると不合格となる。
- 断続的ヨーヨーテスト (Yo-Yo Intermittent test) ：直線走路上で音声の指示に従って20m折り返しダッシュと5m折り返し徒歩を繰り返す。1800mを制限時間内で移動する必要があり、2回タイムオーバーすると不合格となる。

副審
- 方向転換能力 (Change of Direction Ability = CODA) ：8-10m反復走（スタートラインから1.5m先のゲート通過時から10mのスプリント→折り返して8mの左向きスプリント→折り返して8mの右向きスプリント→折り返して10mのスプリント）を行う。全行程を10.00秒以内で走りきることが求められ（躓いた場合はやり直し）、2回失敗すると不合格となる。
- 反復スプリント能力 (RSA) ：30m走（スタートラインから1.5m先のゲート通過時から30m間のスプリント）を30秒以内の間隔で5回繰り返す。全ての回で4.70秒以内で走りきることが求められ、失敗は1回まで許される（6回目のスプリントにチャレンジ可能）が、2回失敗すると不合格となる。
- インターバル走 (Interval Test) ：判定員の合図を元に、75mスプリントと25mのリカバリーウォーキングを40回繰り返す（総走行距離4000m）。1回のスプリントは最大15秒、1回のリカバリーウォーキングは最大20秒と定められており、スプリントで2回タイムオーバーすると不合格となる。

## FIFAバッジ
リストに登録されると、審判員はFIFAからバッジを受け取る。バッジは、主審（レフリー）、副審（アシスタントレフリー）、フットサルレフリー、ビーチサッカーレフリーなど、リストされたカテゴリーを示している。指定されたカテゴリーで試合を担当する際には、審判員は国際大会ではFIFAバッジを着用を義務づけられ、国内大会でも着用可能とされている。一方でカテゴリー外の試合を担当する場合（例えば、主審としてFIFAリスト登録されている審判員が副審を担当する場合など）、FIFAバッジは着用できない（規約II-11）。
|                                |  |  |  |
| FIFA badge insignia since 2019 |  |  |  |

## 年齢
審判員がFIFA国際審判員リストのノミネートされるには、その暦年の1月1日に満25歳以上（副審は満23歳以上）である必要がある。
一方、年齢の上限については2016年に規定が削除された（それまでは満45歳、初めてFIFAリストに登録される場合は満38歳が上限となっていた）  。FIFAは45歳以上の審判員に対し、状況に応じて追加の技術的評価、特定の健康診断およびフィットネステストを受けることを要求する権利を有している。
FIFA国際審判員リストに最も長く掲載された審判員はレバノンのサーキス・デミルジャン（Sarkis Demirdjian）で、1962年9月から1983年7月までの20年10か月間に渡って登録された。